# يانغ هي-جونغ
يانغ هي-جونغ (الكورية: 양희종) مواليد 11 مايو 1984، هو لاعب كرة سلة كوري جنوبي يلعب في الدوري الكوري لكرة السلة ويحمل الرقم 11. يبلغ طوله 6 قدم 4 بوصة (1.9 م).

## روابط خارجية
- يانغ هي-جونغ على موقع الاتحاد الدولي لكرة السلة (الإنجليزية)
- يانغ هي-جونغ على موقع كرة السلة الأوروبية.كوم (الإنجليزية)
- يانغ هي-جونغ على موقع ريلجم (الإنجليزية)
- يانغ هي-جونغ على موقع بروبوليرز (الإنجليزية)
- يانغ هي-جونغ على موقع سبورتس رفرنس (الإنجليزية)